# David Lee (ingénieur du son australien)
Pour les articles homonymes, voir David Lee et Lee.
David Lee, né le 6 septembre 1958 , est un ingénieur du son australien.
David Lee a remporté un Academy Award du meilleur son pour le film The Matrix. Il a travaillé sur plus de 35 films depuis 1981.

## Filmographie sélective
- 1999 : The Matrix
- 2003 : Matrix Reloaded
- 2003 : Matrix Revolutions

## Distinctions

### Nominations
- Oscars 2023 : Meilleur son